# 杜景佺
杜景佺（7世纪—700年），初名元方，一作景俭，冀州武邑（今属河北人）人，武周至唐朝官员。

## 生平
祖杜婼，隋冀州刺史。父杜爱，随秘书郎、绛州闻喜县令。杜景佺初名元方，垂拱中改名。
早年参加明经科中舉，累升至擔任殿中侍御史，出京担任益州录事参军。为司宾主簿，转司刑丞。天授中（690—691年），与徐有功、来俊臣、侯思止一同掌管刑部大狱，当时人称：“遇徐、杜者必生，遇来、侯者必死。”累官洛州司馬。
延载元年（694年），檢校鳳閣侍郎，並同鳳閣鸞台平章事。同年九月，内史李昭德下狱，豆卢钦望、韦巨源、杜景佺、苏味道、陆元方等人极力搭救，武后认为杜景佺等附会李昭德结党，当面欺君，将众人贬官，杜景佺降为溱州刺史。后又升任司刑卿。神功元年（697年）十月，杜景佺再次任凤阁侍郎、同凤阁鸾台平章事。当时契丹入寇，河北的州县多被攻陷。平定契丹后，河内王武懿宗准备将陷贼的州县军民尽数致罪，杜景俭反对，武后最终遵从他的意见。次年（698年）七月罢为秋官尚书。坐漏泄禁中语，左授司刑少卿，出为并州长史，景佺騎馬馳往驿站赴任。當晚有大星落于庭前，至并州祁县界而卒。赠相州刺史。
景佺子杜澄，颇以文藻著名，官至巩县尉。杜景佺的一个女儿（682年—734年8月11日）嫁给南充郡司马高琛。